# 塚本慶一
塚本 慶一（つかもと けいいち、1947年 - 2018年7月11日）は、日本の中国語通訳者。

## 略歴
中国・上海生まれ。高校まで上海で教育を受ける。北里大学・早稲田大学を経て、東京外国語大学中国語学科を卒業後、中国語通訳者・翻訳者として活躍する一方、日本輸出入銀行（現・国際協力銀行）の参事役として日中ビジネス業務にかかわる。ベテラン同時通訳者として、40年以上にわたり、中日両国の指導者の会談などでの通訳を数多く務めた。杏林大学教授を務めた。

## 著書
- 『中国語通訳 日中通訳者への道』サイマル出版会 1987
- 『実戦ビジネス中国語会話 日中ビジネスマンへの道』白水社 1995
- 『ビジネス中国語キーワード600 滞在生活から接待・商談まで』語研 2000
- 『中国語通訳への道』大修館書店 2003

### 共編著・監修
- 『日・中・英対照実戦ビジネス中国語単語集』大森隆之共著 白水社 2000
- 『最新実用中国語会話』監修. 鳳書房, 2000
- 『塚本式中国語仕事術 やさしい会話』高田裕子共著 アスク語学事業部 2003
- 『現場でそのまま使える事例別ビジネス中国語フレーズ集 塚本式中国語仕事術』石田智子共著 アスク語学事業部 2005
- 『中国語新語ビジネス用語辞典』編集主幹, 高田裕子, 張弘 編著 大修館書店 2006
- 『仕事の中国語トレーニングブック シャドーイングで学ぶ"塚本式"』監修, 中国語通訳研究プロジェクトチーム 編. アルク 2008
- 『日常・ビジネスに役立つ中国語の30秒スピーチ』(CD book)井上俊治共著 研究社 2011
- 『中国語で案内する日本』芳沢ひろ子共著 研究社 2015